# Parafia św. Jerzego w Bytowie
Parafia greckokatolicka pw. św. Jerzego w Bytowie – parafia greckokatolicka w Bytowie. Parafia należy do eparchii olsztyńsko-gdańskiej i znajduje się na terenie dekanatu gdańskiego.

## Historia parafii
Parafia Greckokatolicka pw. św. Jerzego w Bytowie funkcjonuje od 1950 r., księgi metrykalne są prowadzone od roku 1960.
Przed ustanowieniem nowych dekanatów w 2021, parafia należała do dekanatu elbląskiego.

## Świątynia parafialna
Cerkiew greckokatolicka (poświęcona 28.10.1989) znajduje się w Bytowie przy ulicy Josifa Slipyja 5.

## Duszpasterstwo
Proboszczowie:
- ks. Bazyli Hrynyk (1950-1956),
- ks. Stefan Dziubina (1956-1960),
- ks. Bazyli Czerwińczak (1960-1962),
- ks. Bazyli Hrynyk (1961-1963),
- ks. Teodor Sawka (1963-1968),
- ks. Michał Werhun (1969-1972),
- ks. Teodor Sawka (1972-1984),
- ks. Włodzimierz Pyrczak (1984-1985),
- ks. Jarosław Moskałyk (1985-1986),
- o. Bogdan Krupka OSBM (1986-1988),
- o. Jozafat Romanyk OSBM (1988-1989),
- ks. Roman Malinowski (1989-2019),
- ks. Stefan Prychożdenko od 2019